# Стара Пісочна
Стара Пісо́чна — село в Україні, у Городоцькій міській територіальній громаді Хмельницького району Хмельницької області. Населення становить 686 осіб.

## Історія
7 (20) листопада 1917 року, відповідно до Третього Універсалу Української Центральної Ради, увійшло до складу Української Народної Республіки.
10 серпня 2017 року шляхом об'єднання сільських рад, село увійшло до складу Городоцької міської громади.
12 червня 2020 року, відповідно до розпорядження Кабінету Міністрів України № 727-р «Про визначення адміністративних центрів та затвердження територій територіальних громад Хмельницької області», увійшло до складу Городоцької міської громади. Колишній орган місцевого самоврядування — Старопісочнянська сільська рада.
19 липня 2020 року, в результаті адміністративно-територіальної реформи та ліквідації Городоцького району, увійшло до складу новоутвореного Хмельницького району.

## Населення

### Мова
Розподіл населення за рідною мовою за даними перепису 2001 року:
| Мова            | Кількість | Відсоток |
| --------------- | --------- | -------- |
| українська      | 678       | 98.83%   |
| російська       | 4         | 0.58%    |
| болгарська      | 1         | 0.15%    |
| румунська       | 1         | 0.15%    |
| інші/не вказали | 2         | 0.29%    |
| Усього          | 686       | 100%     |

## Світлини

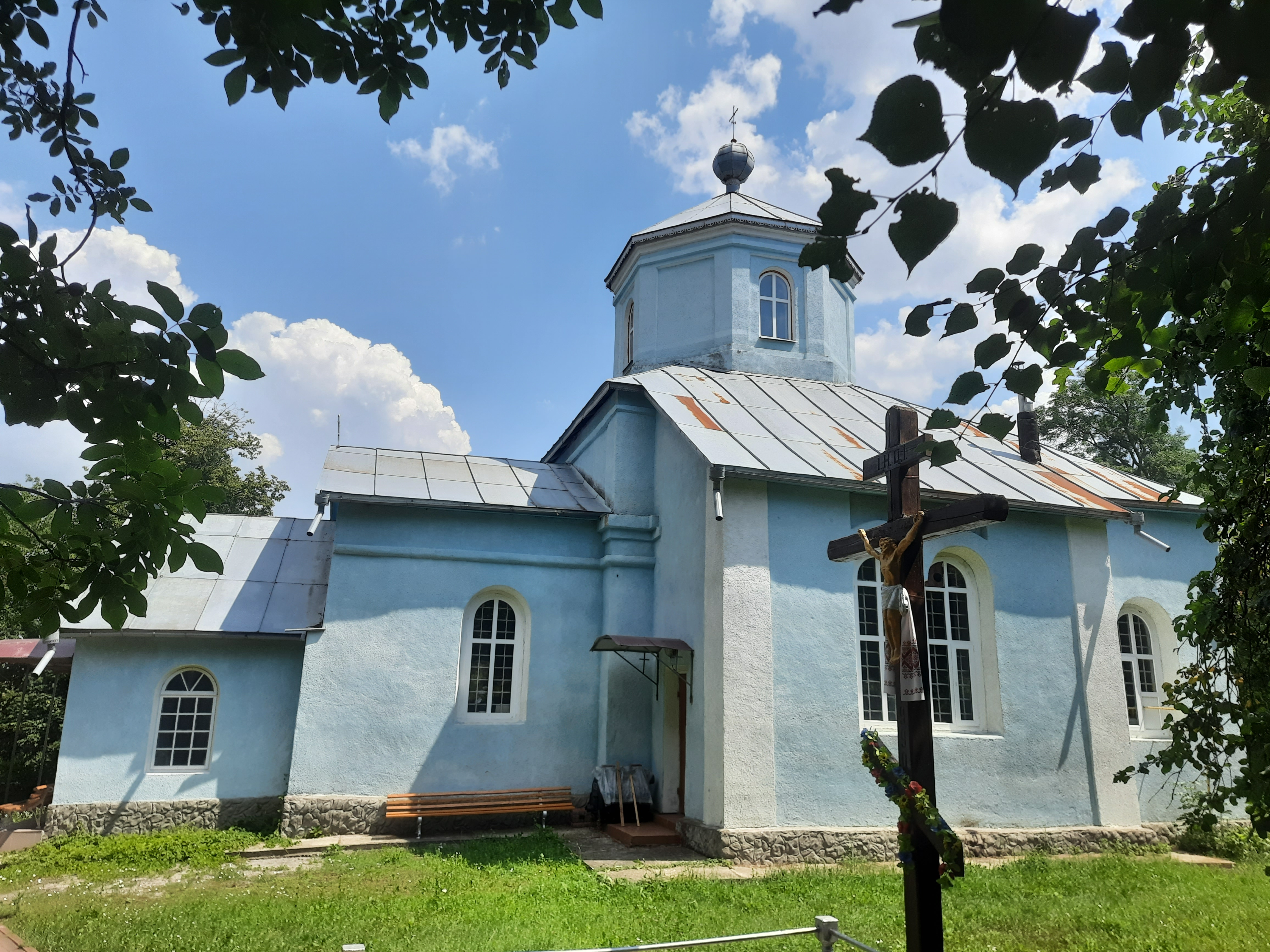
Успенська церква
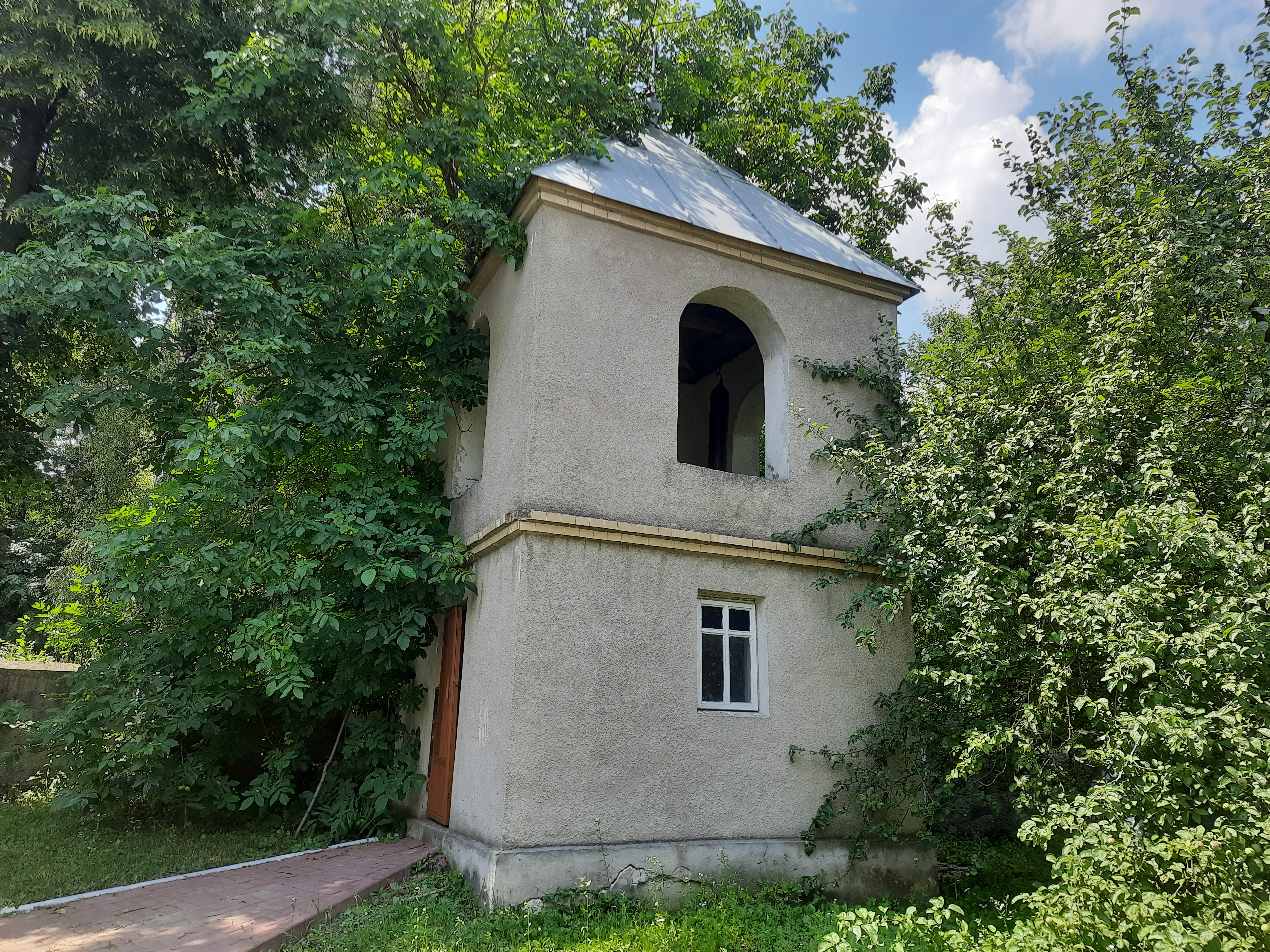
Дзвіниця Успенської церкви
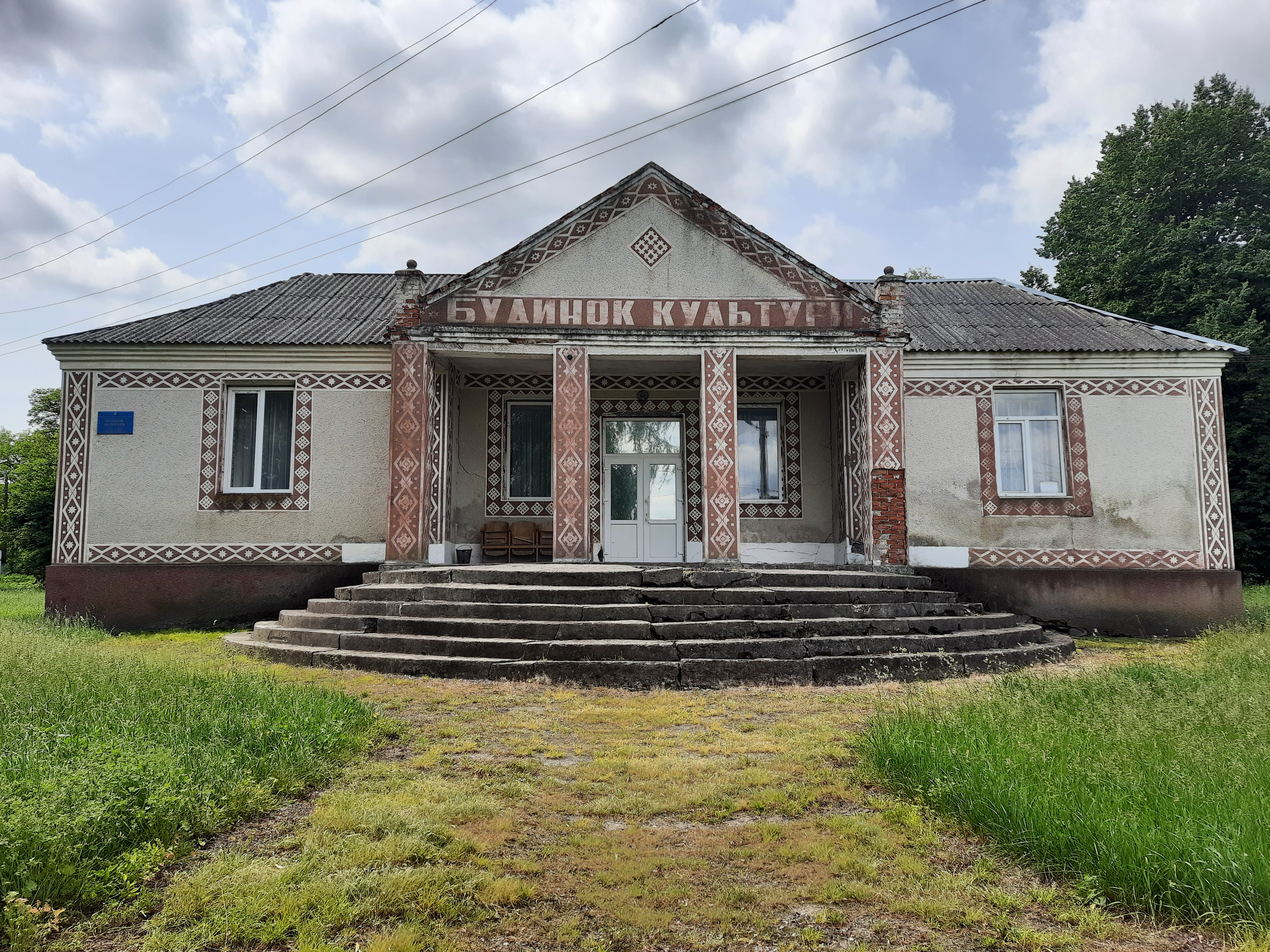
Будинок культури
Школа
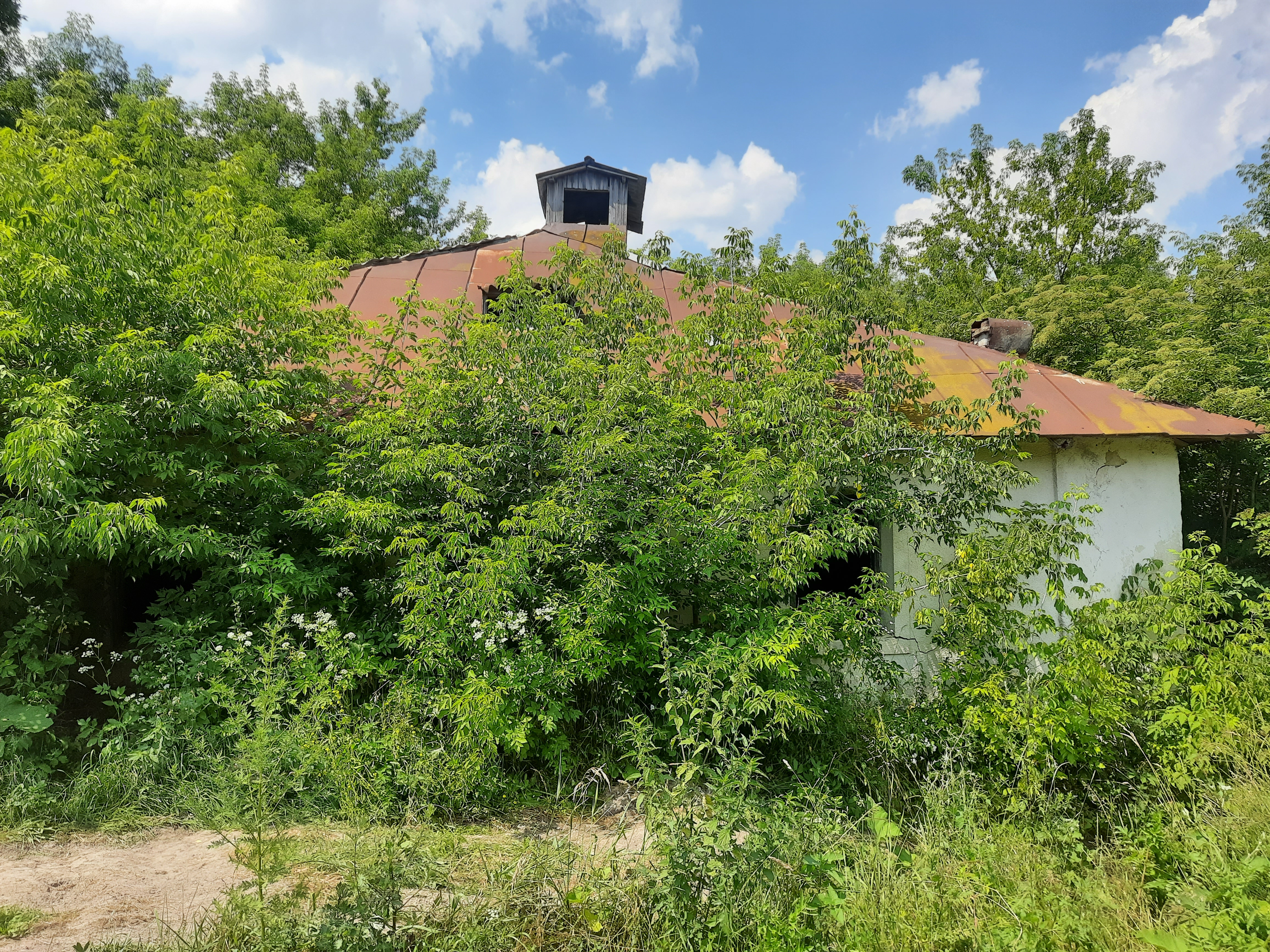
Старий водяний млин
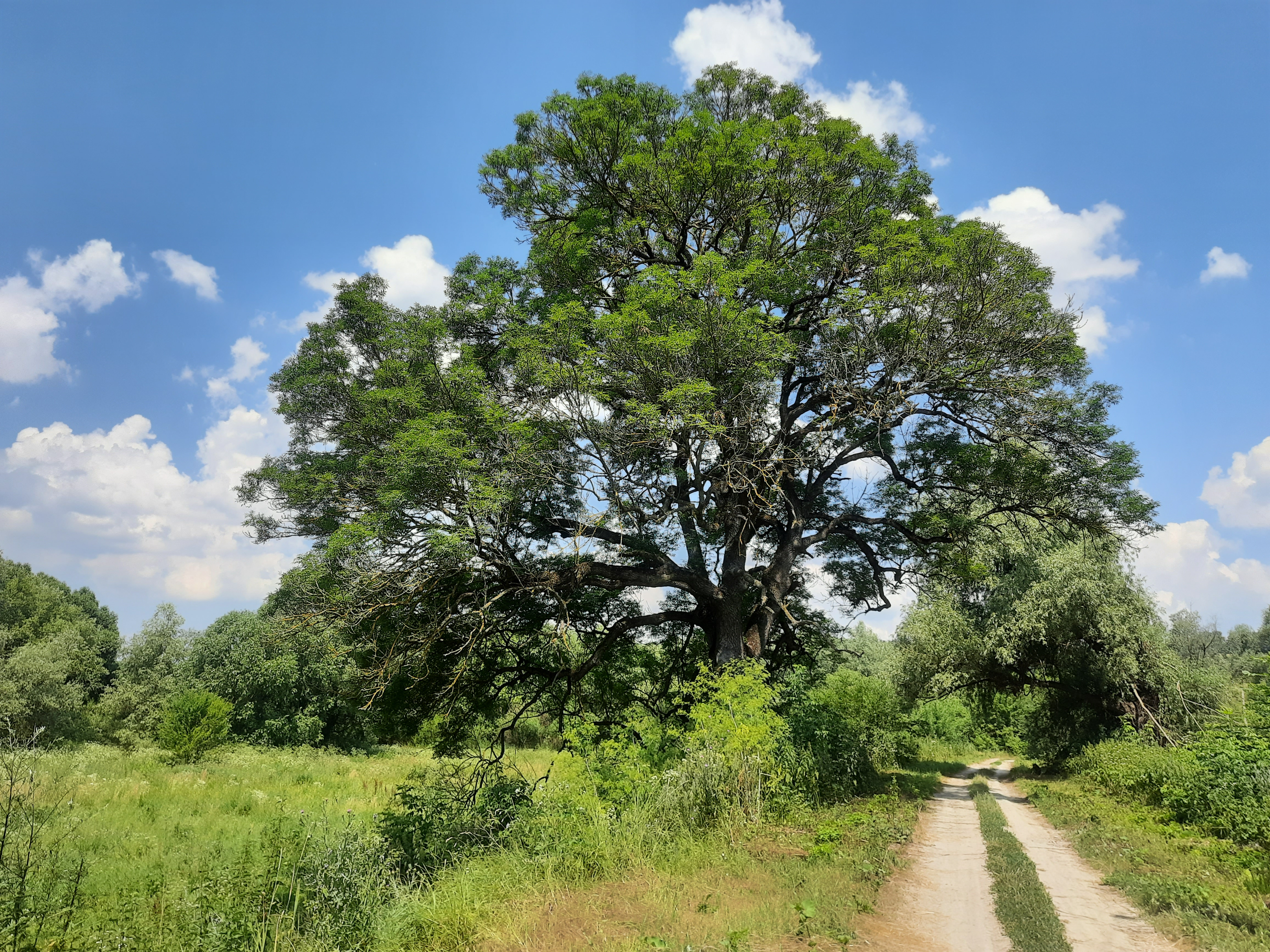
Віковічний ясен на околиці села
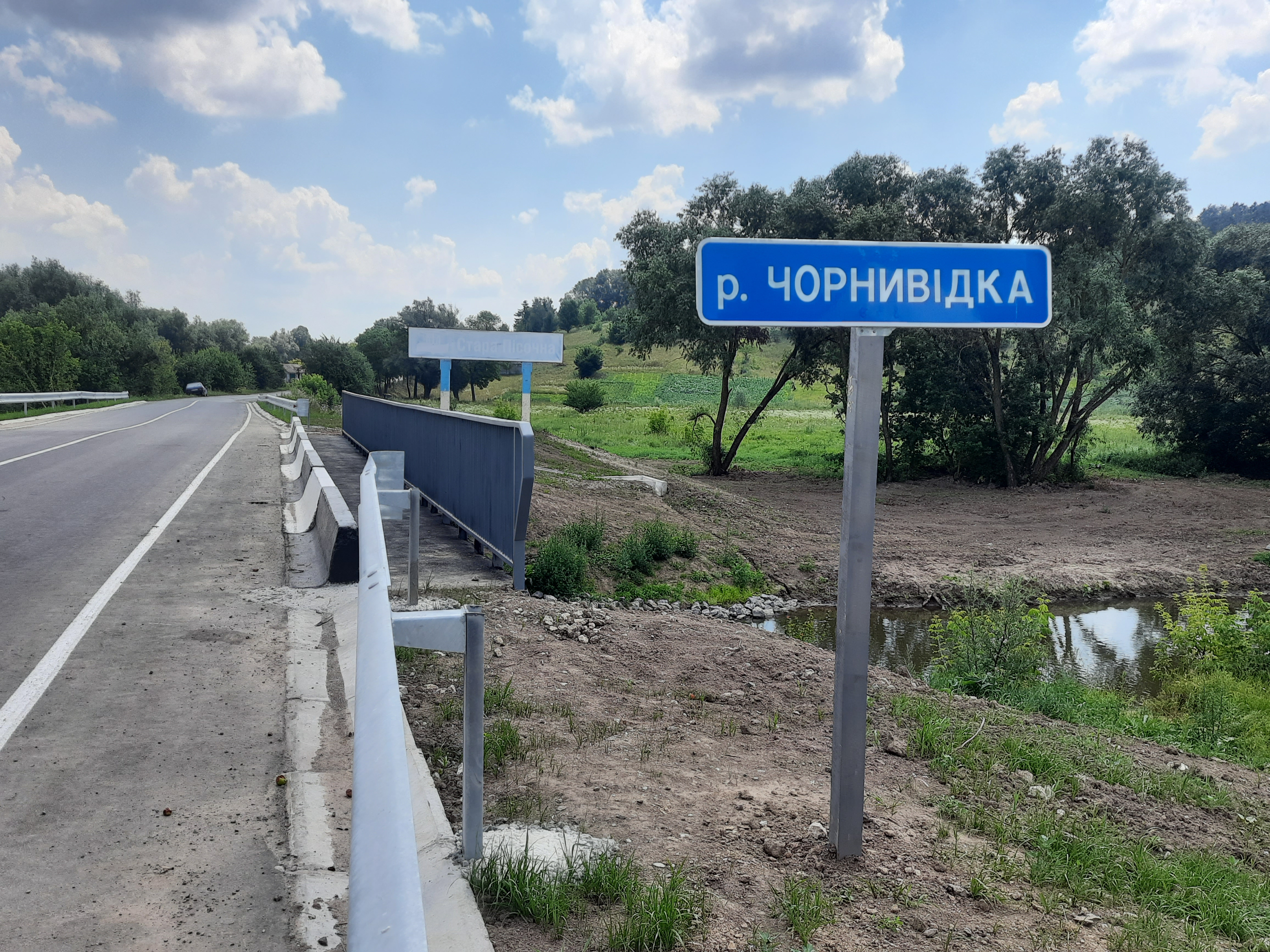
Придорожній знак біля села
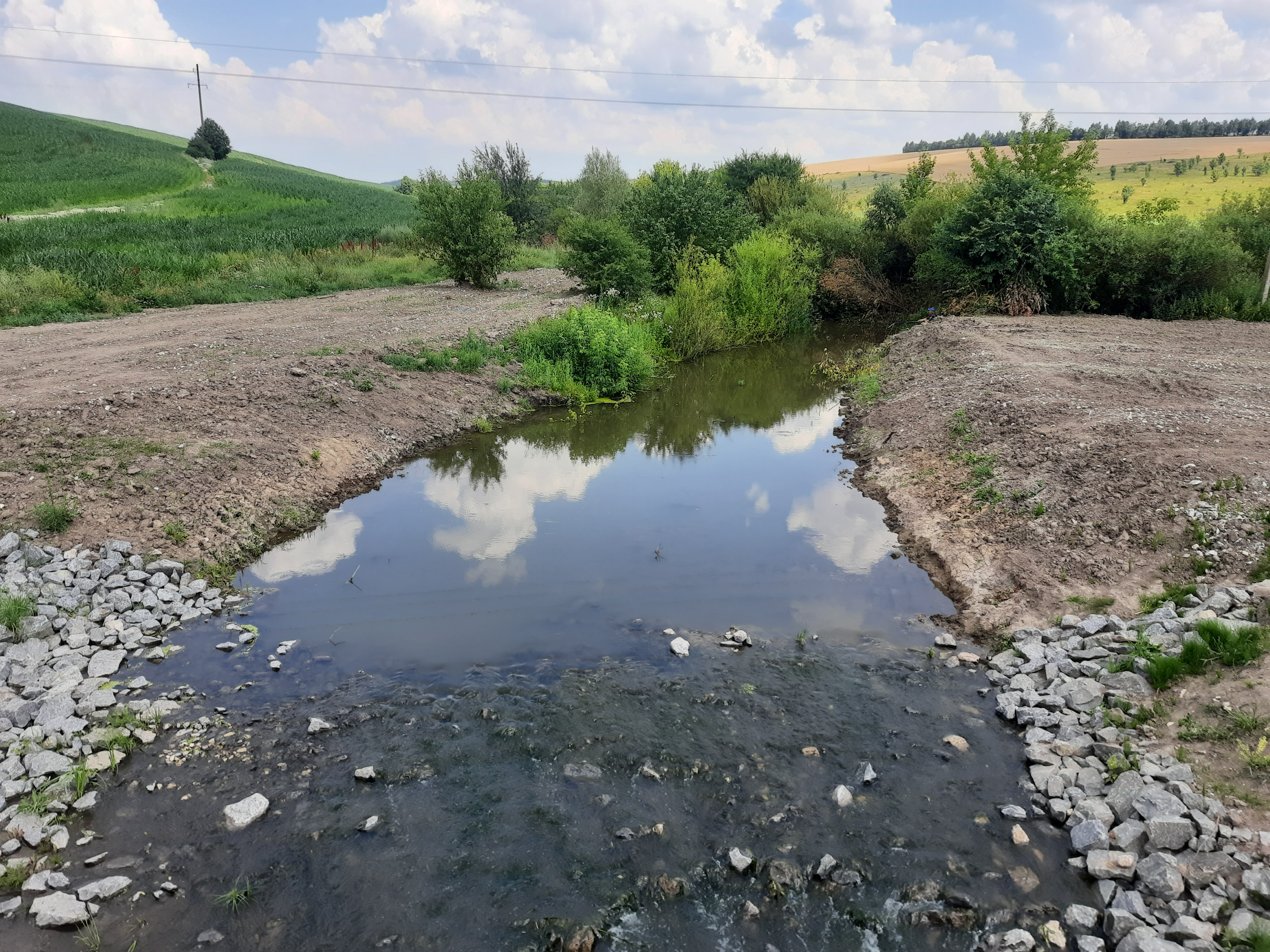
Річка Чорнивідка біля села
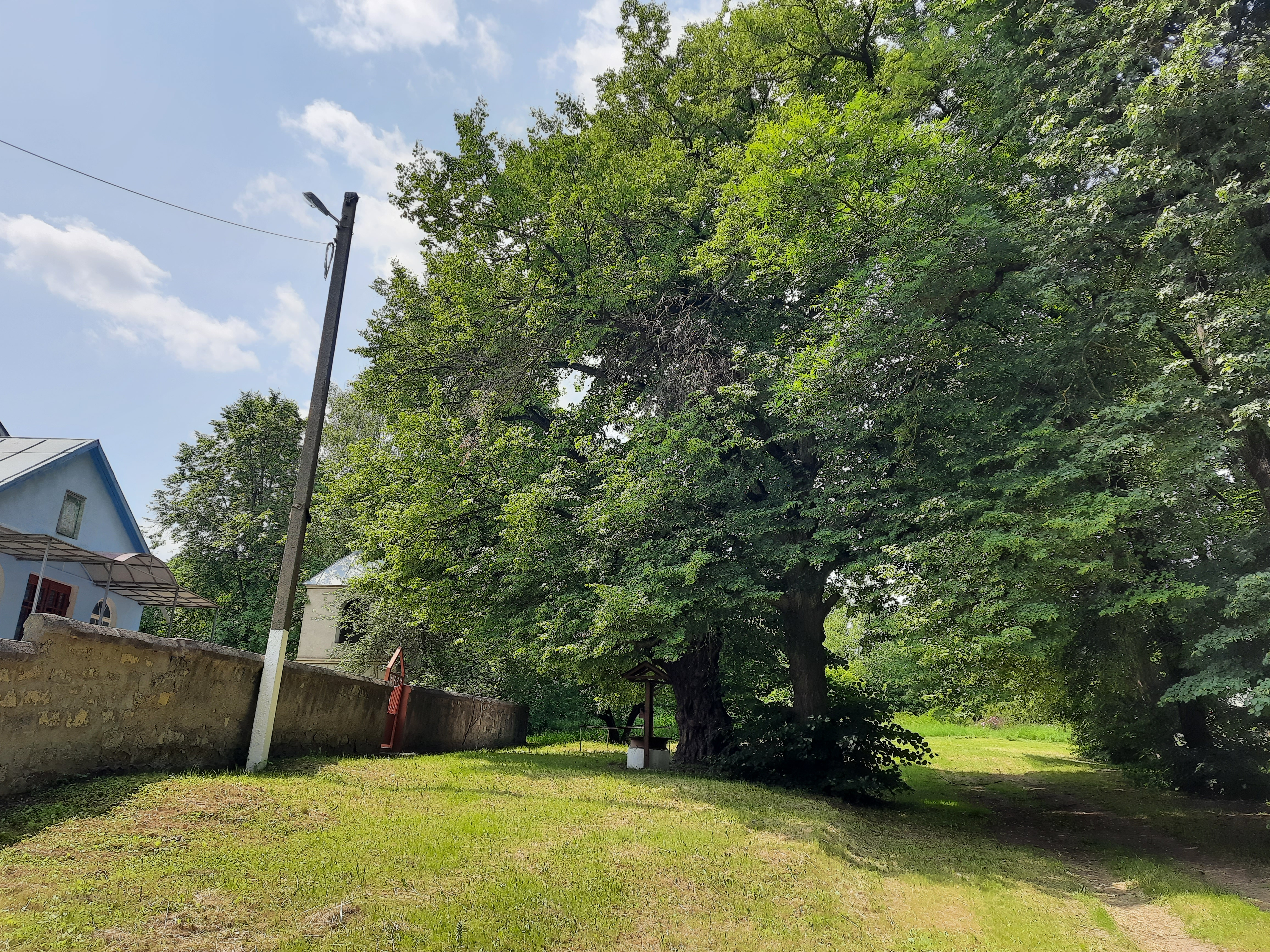
Сільський пейзаж
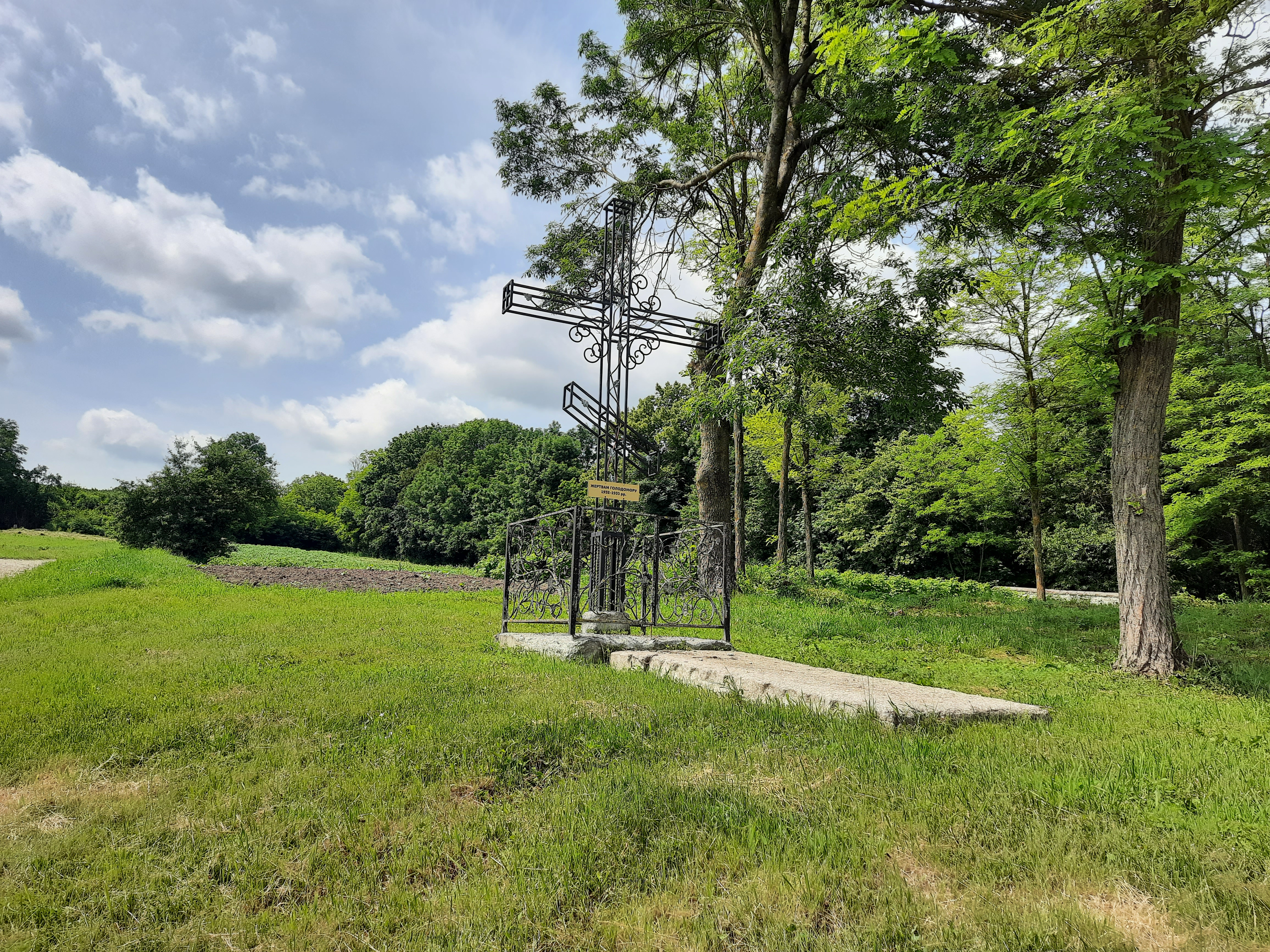
Пам'ятний хрест жертвам голодомору